# Понтелатоне
Понтелато̀не (на италиански: Pontelatone) е село и община в Южна Италия, провинция Казерта, регион Кампания. Разположено е на 120 m надморска височина. Населението на общината е 1819 души (към 2010 г.).